# Буркхард VII фон Барби-Мюлинген
Буркхард VII фон Барби-Мюлинген (на немски: Burchard VII Graf von Barby und Mühlingen; * ок. 1442/1454; † 20 септември или 3 ноември 1505) от фамилията Барби е граф на Барби-Мюлинген в Саксония-Анхалт.

## Биография
Той е син на граф Гюнтер VI фон Барби-Мюлинген (1417 – 1493) и първата му съпруга графиня Катерина фон Регенщайн-Бланкенбург († 20 януари 1455), дъщеря на граф Бернард IV фон Регенщайн-Бланкенбург († 1422/1423) и Агнес фон Шварцбург († 1435). Внук е на граф Буркхард IV фон Барби-Мюлинген († 1420) и София фон Анхалт-Цербст († 1419). Баща му Гюнтер VI фон Барби-Мюлинген се жени втори път 1455 г. за принцеса София фон Анхалт-Кьотен.
Буркхард VII фон Барби-Мюлингене през младежките си години е в датския двор и пътува през 1474 г. с крал Кристиан I до Рим. След това той управлява страната си.
През 1478 г. помага в конфликтите между град Хале и архиепископа на Магдебург Ернст II Саксонски. Той става адвокат на император Максимилиан I. Той е награден за постиженията си. С документ от 1 декември 1497 г. графовете фон Мюлинген и господарите фон Барби се наричат веднага „Графове фон Барби и Мюлинген“.
При Буркхард се полага на 15 май 1505 г. основателният камък на градската кула на Барби, която днес е запазена. Вероятно със съпругата си построяват болницата „Св. Георг“ и болничната църква.
Буркхард VII умира на 3 ноември 1505 г. на ок. 51 години и е погребан в църквата „Св. Йоханес“ в Барби.

## Фамилия
Буркхард VII фон Барби-Мюлинген се жени на 14 юли 1482 г. за херцогиня Магдалена фон Мекленбург-Щаргард (* ок. 1454; † 2 април 1532, погребана в „Св. Йоханис“, Барби), вдовица на херцог Вартислав X от Померания († 17 декември 1478), дъщеря на херцог Хайнрих фон Мекленбург-Щаргард († 1466) и херцогиня Маргарета фон Брауншвайг-Люнебург († 1512). Те имат 12 деца:
- Йустус фон Барби-Мюлинген (* 1484; † 3 декември 1515)
- Балтазар фон Барби-Мюлинген (* ок. 1486; † 27 октомври 1535)
- Мелхиор фон Барби-Мюлинген (* ок. 1488; † 1519, Страсбург), капитулар в Страсбург
- Йоахим фон Барби (* ок. 1490; † умира млад)
- Каспар фон Барби (* ок. 1492; † умира млад)
- Херман фон Барби (* ок. 1494; † ок. 1497)
- Кристоф фон Барби (* ок. 1496; † 13 април 1523, Магдебург)
- Андреас фон Барби (* ок. 1498; † умира млад)
- Маргарета фон Барби (* ок. 1500, умира в манастир Блайхероде)
- Волфганг I фон Барби-Мюлинген (* 1502, Барби; † 24 януари 1564, Барби), женен на 23 януари 1526 г. в Зеебург за графиня Агнес фон Мансфелд (* 5 март 1511, Зеебург; † 12 декември 1558, Барби); имат седем деца
- Хайнрих фон Барби (* ок. 1504; † убит в Берлин)
- Анна фон Барби (* ок. 1505; † умира в манастир Блайхероде)